# Malayotyphlops
Malayotyphlops – rodzaj węży z podrodziny Asiatyphlopinae w rodzinie ślepuchowatych (Typhlopidae).

## Zasięg występowania
Rodzaj obejmuje gatunki występujące w Azji Południowo-Wschodniej (Malezja, Indonezja i Filipiny).

## Systematyka

### Etymologia
Malayotyphlops: nowołac. malayanus „malajski”, od mal. Melayu „Malezja”, od Melaka Malakka; τυφλωψ tuphlōps, τυφλωπος tuphlōpos „ślepy wąż”.

### Podział systematyczny
Do rodzaju należą następujące gatunki:
- Malayotyphlops andyi Wynn, Diesmos & Brown, 2016
- Malayotyphlops canlaonensis (Taylor, 1917)
- Malayotyphlops castanotus (Wynn & Leviton, 1993)
- Malayotyphlops collaris (Wynn & Leviton, 1993)
- Malayotyphlops denrorum Wynn, Diesmos & Brown, 2016
- Malayotyphlops hypogius (Savage, 1950)
- Malayotyphlops koekkoeki (Brongersma, 1934)
- Malayotyphlops kraalii (Doria, 1874)
- Malayotyphlops luzonensis (Taylor, 1919)
- Malayotyphlops manilae (Taylor, 1919)
- Malayotyphlops ruber (Boettger, 1897)
- Malayotyphlops ruficauda (Gray, 1845)